# Gislinge (plaats)
Gislinge is een plaats in de Deense regio Seeland, gemeente Holbæk, en telt 1341 inwoners (2008).